# 1397 en santé et médecine
| Années de la santé et de la médecine : 1394 - 1395 - 1396 - 1397 - 1398 - 1399 - 1400    |
| Décennies de la santé et de la médecine : 1360 - 1370 - 1380 - 1390 - 1400 - 1410 - 1420 |

Cet article présente les faits marquants de l'année 1397 en santé et médecine.

## Événements
- Venise « décide de faire hisser à bord des bateaux en quarantaine un drapeau jaune[1] », dont la couleur est encore aujourd'hui dominante dans les pavillons du signal maritime « Q-L » (« Québec-Lima »), qui signifie : « Je suis en quarantaine ».
- Un médecin est engagé par les édiles de Marseille pour « soigner pendant un an les citoyens » de la commune, contre des honoraires de quarante florins[2].
- Fondation à Valence en Espagne d'un hôpital destiné aux pèlerins, par testament du pharmacien Pedro Conill[3],[4].
- Fondation à Morieux, par Jean de Bretagne, d'un hôpital ou d'une maladrerie consacrée à la Sainte-Trinité[5].
- Un hôpital de Saint-Vaubourg est attesté à Rouen à l'emplacement d'une ancienne commanderie hospitalière[6].
- 1396-1397 : création d'un hôpital à Strasbourg, futur hôpital des bourgeois, puis hôpital civil[7],[8].
- Avant 1397 : premières fondations hospitalières laïques à Kassa, et peut-être à Pécs, en Hongrie[9].

## Naissance
- Paolo Toscanelli (mort en 1482), astronome, cartographe et médecin florentin, surtout connu pour avoir établi une carte de la route des Indes orientales par l'océan Atlantique.

## Décès
- Dieu-lo-Crescas Roget (date de naissance inconnue), « médecin juif, à Marseille depuis 1387 ; ses enfants ont eu pour tuteur son coreligionnaire et confrère David Gerondin[10],[11] ».